# Donovan Ruddock
Donovan "Razor" Ruddock, född 21 december 1963 i Saint Catherine, Jamaica, är en kanadensisk före detta tungviktsboxare med rötter från Jamaica vars signum var en vänsterkrok/uppercut hybrid, mer känd som "The Smash". Ruddock är främst känd för två matcher år 1991 mot Mike Tyson  – båda slutande med förlust för kanadensaren.  

## Boxningskarriären
Ruddock var en av de riktigt lovande unga tungviktarna från slutet på 80-talet. Trots att han förlorade två matcher mot Mike Tyson 1991 ansågs han fortfarande som en möjlig framtida världsmästare. Han mötte Lennox Lewis 1992 i London för att avgöra  vem som skulle få möta segraren av VM-matchen mellan Riddick Bowe och Evander Holyfield. Ruddock blev utslagen i den andra ronden och hans karriär gick därefter utför.  